# Інтрада
Інтрада (італ. Intrada, італ. Entrata, ісп. Entrada, фр. Entrée; англ. Entry; букв. вступ) — музичний термін: назва для інтродукцій середньовіччя. Це невелика інструментальна музична п'єса, яка служить вступом до урочистої церемонії або процесії, музичної розваги або музичного твору. Типовим є маршови́й ритм, фанфарний характер мелодики, використання мідних духових інструментів.

## Історія
Інтрада зародилася у XVI столітті. Найбільшого поширення вона набула в XVII та XVIII століттях. Її виконували під час церемоній, які супроводжували урочистості з участю високих персон, вистав, балі́в та турнірів. До XVII ст. інтради писалися винятково для мідних духових та ударних інструментів, а з 1600 року також і для струнних. У XVII столітті інтрада увійшла як вступна частина до інструментальної барокової сюїти, а також до короткої увертюри для опери, симфонічного твору, кантати тощо.
Першими авторами інтрад були:
1. Алессандро Орологіо[it], Інтради 5 та 6, (1597).
2. Ганс Лео Гасслер, Lustgarten neuer deutscher Gesange, Balletti, Galliarden und Intraden mit vier, fiinf und acht Stimmen, (1601).
3. Мельхіор Франк[de], чотири збірки, видані між 1603 і 1627 роками.
4. Валентин Гаусманн[de], Нові інтради на 5 і 6 голосів для віол, (1604).

Відомі кілька типів інтрад:
- інтради типу маршу з фанфарами (до урочистих виходів високих персон), прототипом цього роду інтрад є туш, який виконується в основному трубами;
- інтради близькі до павани (придворний танець до різних урочистостей), двотактний тип в повільному темпі з використанням поліфонічної техніки;
- інтради у вигляді швидкого танцю (до танцювальних розваг), як наприклад антре в балеті, (вступна частина па-де-де — вихід на сцену двох танцівників, чи па-де-труа).

Часом інтрада замінювала увертюру в музично-сценічних творах (опера «Алкеста» Крістофа Віллібальда Глюка в італійській редакції, зингшпіль «Бастьєн і Бастьєнна» Моцарта). Інтрада увійшла до інструментального циклу (головним чином завдяки сюїті), де в ряді випадків зберегла функції вступу («Серенада для фортепіано, скрипки та альта» Людвіга ван Бетховена).
У XX столітті інтрада відродилася у зв'язку з посиленням зацікавлення до старовинних жанрів («Чотири норвезьких враження» Ігоря Стравінського та ін.).